# Toren van Jericho
De Toren van Jericho is een 8,5 meter hoge stenen constructie op de archeologische site van Tell es-Sultan, gebouwd in het Prekeramisch Neolithicum A. Hij is gedateerd tussen 8300 en 7800 v.Chr. en is daarmee de oudst bekende toren ter wereld.  
De toren maakte deel uit van een muur van ongeveer drie meter hoog, waarvan het doel onduidelijk is. De Muur van Jericho werd ontdekt door John Garstang tijdens opgravingen van 1930 tot 1936. Hij suggereerde dat dit de in het boek Jozua van de Bijbel beschreven muur was, en dateerde hem rond 1.400 v.Chr. 
Kathleen Kenyon ontdekte tijdens opgravingen tussen 1952 en 1958 de toren die tegen de muur was gebouwd. Ze leverde bewijs dat beide constructies veel eerder dateerden, namelijk tot het neolithicum, het laatste deel van het stenen tijdperk, en dat ze deel uitmaakten van een vroege proto-stad. De toren benadrukt het belang van Jericho voor het begrijpen van de nederzettingspatronen aan het einde van het Prekeramisch Neolithicum A in de zuidelijke Levant. 

## Bouwwijze
De toren is gebouwd van onbewerkte stenen. Binnen in de toren bevindt zich 's werelds oudste bekende trap met 22 treden uit bewerkte stenen platen. De toren is kegelvormig, heeft een diameter van bijna 9 meter aan de basis afnemend tot 7 meter aan de bovenkant, en wanden van ongeveer 1,5 meter dik. De bouw van de toren heeft naar schatting 11.000 werkdagen in beslag genomen.

## Doel
De toren is geïnterpreteerd als een vestingwerk, een systeem om overstromingen tegen te gaan, een ritueel centrum en een politiek symbool van gemeenschappelijke macht en territoriale aanspraak.
De ontdekker, Kathleen Kenyon, dacht dat de toren deel uitmaakte van verdedigingswerken. Al in 1968 twijfelde Jean Perrot aan deze interpretatie, aangezien de toren achter en niet voor de muur stond. Olivier Aurenche vergeleek de constructie van het bouwwerk met de muur van Baydha en beschouwde hem als een maatregel om de muur te ondersteunen. Ofer Bar-Yosef, die de positie van de toren en de muur onderzocht, zag daarin een bescherming tegen overstromingen en modderstromen. In 2006 interpreteerde Oliver Aurenche de toren als een verzamelplaats, misschien voor religieuze doeleinden.
Recente studies door Ran Barkai en Roy Liran van de Universiteit van Tel Aviv suggereerden astronomische en sociale doeleinden voor de bouw. Ze beschouwden het als een vroeg voorbeeld van archeoastronomie, en gebruikten computermodellen om aan te tonen dat tijdens de zonsondergang van de zomerzonnewende de schaduw van nabijgelegen bergen eerst de toren trof en zich vervolgens over de hele stad spreidde. Erop wijzend dat er ten tijde van de bouw geen invasies in het gebied aangetoond zijn, werd het verdedigingsdoel van de toren, muur en greppel in twijfel getrokken. Er zijn geen begrafenissen gevonden en suggesties dat het een graftombe zou zijn werden afgewezen.